# Serhane Ben Abdelmajid
Serhane Ben Abdelmajid Fakhet (* 10. Juli 1968 in Tunesien; † 3. April 2004 in Leganés, Spanien) war ein tunesischer Terrorist und vermutlich der Haupttäter der Madrider Zuganschläge vom 11. März 2004. Er wurde in spanischen Medien auch El Tunecino (dt. „Der Tunesier“) genannt.

## Biografie
1996 siedelte Abdelmajid aus dem Stadtviertel El Ghazala in Tunis nach Madrid über, um an der dortigen Universidad Autónoma Sprachen und Ökonomie zu studieren. Er schloss das Studium nicht ab, lebte aber in besseren Bedingungen als die meisten Migranten aus dem Maghreb in Wohngemeinschaften und hatte eine französische Freundin. In der Moschee von Madrid arbeitete er als Buchhalter und erhielt dort offenbar über das Al-Qaida-Mitglied Amer Azizi Zugang zu islamistischen Kreisen. Während er laut Zeugen noch um das Jahr 2000 geraucht und getrunken habe, radikalisierte sich seine Weltsicht zunehmend, bis er sich von seiner Umgebung weitgehend isoliert und auch moderate Muslime als Ungläubige beschimpft habe. 2002 heiratete er die Schwester des in Madrid lebenden Islamisten Mustapha Maymuni, dem eine Beteiligung an den Anschlägen von Casablanca 2003 zur Last gelegt wird. Mitte 2003 begann Abdelmajid für eine Immobilienfirma zu arbeiten.
Abdelmajid formte die Terrorzelle, die die Anschläge vom 11. März 2004 ausführten, zu Beginn des Jahres 2003 maßgeblich mit, wahrscheinlich wegen der spanischen Beteiligung am Irak-Krieg. Ein V-Mann berichtete im späteren Gerichtsprozess gegen Tatbeteiligte, Abdelmajid habe damals „Märtyrer“ gesucht; er sprach Kontaktpersonen und mögliche Helfer an und sorgte anscheinend für deren Finanzierung, als er den mutmaßlichen Drogenschmuggler Jamal Ahmidan, den vermuteten Operationsleiter der Zuganschläge, an die Terrorzelle heranführte. Seit der zweiten Jahreshälfte 2003 deutete er gegenüber Zeugen aus seinem Umfeld an, dass etwas „Großes“ geplant sei. Er galt nach den Erkenntnissen der Ermittler als „dynamisierendes Element“ in der Radikalisierung der Gruppe und als deren „ideologischer Kopf“. Abdelmajid war bis zum 8. März 2004 von der Polizei überwacht worden, ohne dass diese über den konkreten Verdacht informiert war. Er gilt auch als „Impulsgeber“ der Anschläge, da er die unterschiedlichen beteiligten Gruppen koordinierte und steuerte sowie Kontakt zu Al-Qaida hielt. Da von ihm kein DNA-Material an den Vorbereitungsorten gefunden wurde, vermuten die Ermittler, dass Abdelmajid nicht selbst an der Ausführung beteiligt war, sondern diese delegierte.

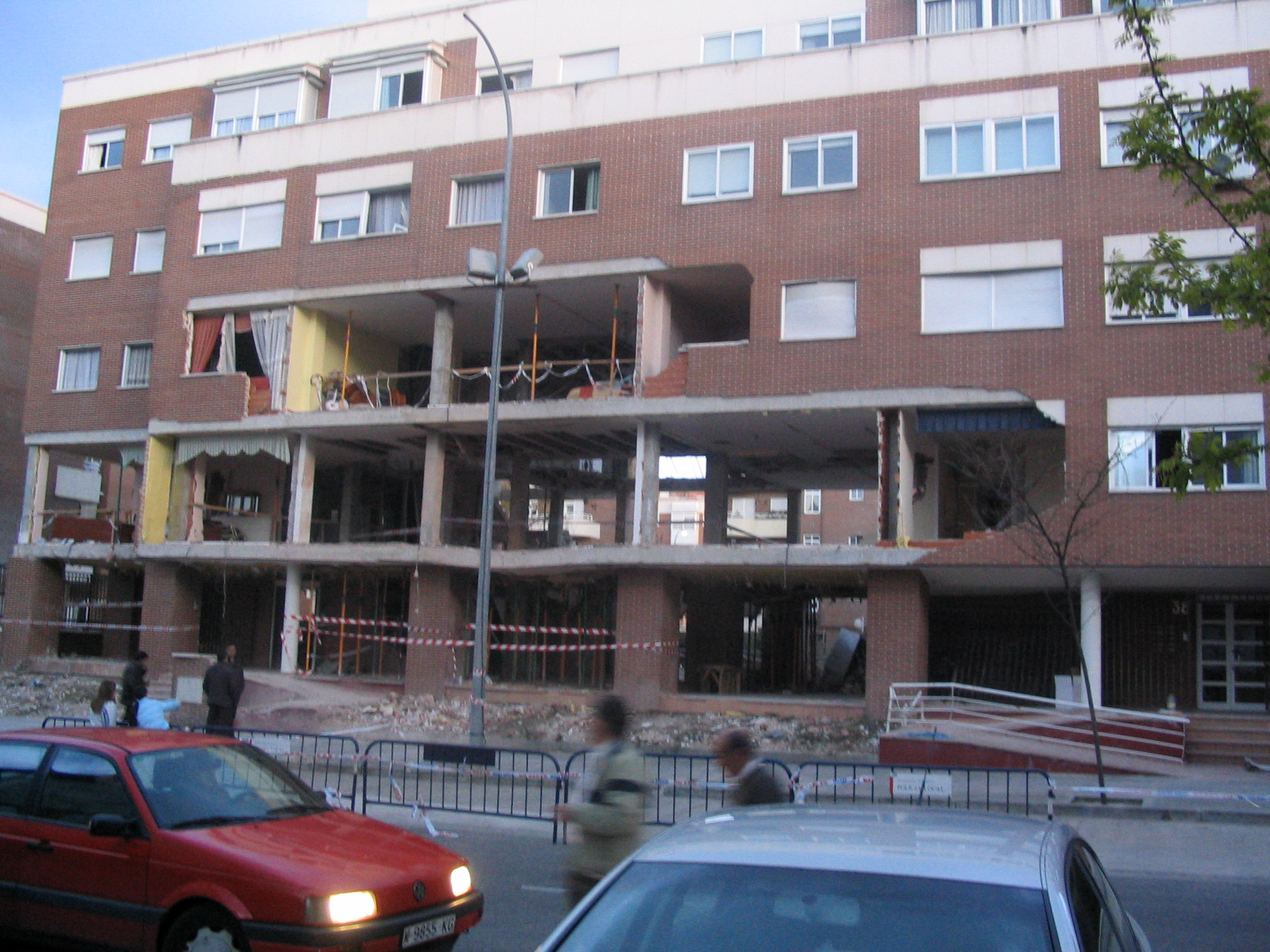
Gesprengtes Gebäude in Leganés

Mit weiteren sechs Mitgliedern der Terrorzelle, die das Kommandozentrum der Anschläge gebildet hatten, hielt sich Abdelmajid im Lauf des März 2004 in einer konspirativen Wohnung im Madrider Vorort Leganés auf. In der Nacht zum 27. März 2004 nahmen sie eine (unveröffentlichte, später rekonstruierte) Videobotschaft auf.
Nachdem die Ermittlungsbehörden Abdelmajid als Hauptverdächtigen ermittelt hatten – vier Tage nach den Zuganschlägen gab die spanische Polizei seinen Namen an Interpol weiter –, wurde ab dem 31. März 2004 nach ihm mit Hilfe eines internationalen Haftbefehls gesucht. Die Ermittler glaubten zunächst, dass er und seine Gruppe sich bereits außerhalb Spaniens aufhalten würden. Bei einer Razzia im Madrider Vorort Leganés am 3. April 2004 wurden die sieben Mitglieder der Terrorzelle in der konspirativen Wohnung aufgespürt; es kam zunächst zu einem Schusswechsel mit Polizisten der Spezialeinheit Grupo Especial de Operaciones (GEO), dann sprengte sich der Tunesier mit seinen sechs Komplizen in die Luft. Offenbar hatte die Gruppe weitere Anschläge geplant, die dadurch verhindert wurden. Vor der Explosion rief Abdelmajid offenbar den Europachef von Al-Qaida, Abu Qatada, in London an, vermutlich um Kollektivsuizid anzukündigen, und verabschiedete sich telefonisch von seiner Ehefrau. Bei der Explosion starb auch ein Polizeibeamter.
Abdelmajid wurde Anfang 2006 auf dem Friedhof von Leganés bestattet.